# Sender-Empfänger-Modell

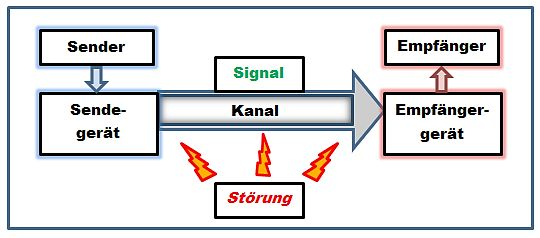
Sender-Empfänger-Modell nach Shannon und Weaver

Das Sender-Empfänger-Modell ist ein klassisches Kommunikationsmodell. Es wurde in den 1940er-Jahren von Claude E. Shannon und Warren Weaver entwickelt und ist daher auch unter dem Namen Shannon-Weaver-Modell bekannt. Es handelt sich um ein binäres mathematisches Modell mit dem Ziel der Optimierung der Kommunikation im nachrichtentechnischen Sinn als Austausch von Informationen zwischen zwei Systemen, dem Sender und dem Empfänger.

## Beschreibung
Beide Modellentwickler arbeiteten für eine Telefongesellschaft, so dass das Modell ursprünglich technisch unter dem Blickwinkel des Mediums Telefon bezüglich einer Reduktion der Störanfälligkeit zwischen Übertragung und Empfang ausgerichtet war und die inhaltliche Bedeutung der Botschaft selbst nicht primär thematisierte. Im Rahmen der von Shannon entwickelten Informationstheorie ging es um die mathematische Beschreibung eines Transfervorgangs, also unter anderem um Entropie, Datenübertragung, Datenkompression und das Signal-Rausch-Verhältnis.
Shannon und Weaver propagierten die Modellkomponenten: Sender als Informationsquelle und Empfänger als Adressaten, Sendegerät als Kodierer und Empfängergerät als Dekodierer, zu übertragende Signale, einen Übertragungskanal sowie auftretende, potentielle Störungen, wobei je nach Literatur die Elemente Signal und Störung weggelassen werden.
Bedingung für den Kommunikationsprozess ist die Einrichtung eines geeigneten Kommunikationskanals. Dies kann die Herstellung eines Blickkontaktes oder auch die Anwahl der gewünschten Telefon- beziehungsweise Handynummer sein. Der Sender wählt eine Nachricht aus, verschlüsselt sie mittels Gerät und schickt die umgewandelten Signale durch den Kanal an das entschlüsselnde Empfängergerät, wo sie dann auf den Adressaten treffen.
Diesbezüglich ist zu beachten, dass in der Regel neben der Sprache auch nonverbale Signale wie Mimik und Gestik gesendet werden.

### Störungen im Kommunikationsprozess
Die Kommunikation kann als erfolgreich gewertet werden, wenn die gesendete Nachricht mit der empfangenen identisch ist. Voraussetzung dafür ist, dass die benutzten Geräte kompatibel sind, die Ver- und Entschlüsselung übereinstimmen und die Übertragung selbst störungsfrei abläuft. Als Erfolgskontrolle kann die Rückmeldung des Empfängers an den Sender gelten, die aber nicht zwangsläufig denselben Kanal nutzen muss.
Das Ausbleiben oder eine vom Sender nicht intendierte Reaktion des Empfängers deuten auf Störungen hin.
Störungen können technischer, systemimmanenter Natur oder auch in den Kommunikationspartnern behaftet sein.
Als besonders störanfällig wird der Vorgang der Signalübertragung (z. B. durch Rauschen) betrachtet. Weitere Störquellen sind medienimmanent bei verzerrten Funkwellen oder Bildstörungen auszumachen. Aber auch bei der zwischenmenschlichen Kommunikation, bei der die Nachricht aus der gesprochenen Sprache besteht, kann es dann zu Störungen kommen, wenn es nicht vollkommen leise ist. Beispielsweise könnten gelangweilte Zuhörer in einer Vorlesung durch nicht zum Thema gehörige Nebengespräche Hintergrundgeräusche erzeugen, so dass die Nachricht nicht deutlich wahrgenommen werden kann. Auch eine Verfälschung durch den Stille-Post-Effekt ist möglich. Neben der erforderlichen gegenseitigen Aufmerksamkeit kann es zu Mehrdeutigkeiten und Übertragungsfehlern kommen, wenn die Zeichenverwendungen für den Kodierungsvorgang nicht eindeutig belegt sind, wie dies unter anderem bei der Übersetzung von einer Sprache in eine andere der Fall ist oder wenn die Kommunikationspartner aus unterschiedlichen Kulturarealen stammen sogar verschiedenen Generationen angehören.
Ursächlich für weitere Störungen, die den an der Kommunikation beteiligten Personen zuzuschreiben sind, können unter anderem in der sozialen Informationsverarbeitung und der damit verbundenen Haltung gegenüber der Information selbst und der Beziehung zwischen den Partnern gesehen werden, was die Wahrnehmung verzerren könnte. Hier fällt auch die Kongruenz zwischen verbalen und nonverbalen Signalen hinein. Dies zielt insbesondere auf die Motivation und Fähigkeit ab, Nachrichten zielgruppenadäquat zu kodieren und darauf, dies entsprechend zu dekodieren und damit zu verstehen. Beispielsweise könnte in Artikeln die Verständlichkeit durch die Verwendung von Fachbegriffen für bestimmte Personengruppen erschwert werden. In diesem Zusammenhang spielt auch Zeitdruck eine Rolle.
Der Sender kann zu einer reibungsfreieren Kommunikation beitragen, indem er Methoden zur Erhöhung der Verständlichkeit im Vorfeld mit einbezieht wie kurze Sätze, die Nutzung von Wort und Bild und ähnliches.

## Stärken und Schwächen
Eine wesentliche Stärke des Modells liegt darin, dass es Kommunikation einfach strukturiert mit wesentlichen Kernelementen abbildet.
Die Entwicklung des Modells geschah jedoch vor dem geschichtlichen Hintergrund des Zweiten Weltkriegs. So bildet der Hauptkritikpunkt die Annahme, dass Kommunikation immer einen sachlichen Informationsfluss bedient, der durch einen Informationskanal fließt und sicher sowie störungsfrei zu ver- und entschlüsseln sei, es geht „also um Fragen, mit denen sich kriegführende Parteien, Geheimdienste, Telefongesellschaften und Funk- und Fernsehtechniker befassen.“ Kommunikation muss nicht zwangsläufig primär, wenngleich auch, auf eine Informationshandlung abzielen, wie das beispielsweise beim Begrüßen beim Betreten eines Raumes der Fall sein kann. Teilweise kann die Sache selbst auch verschwiegen und so nicht mitgeteilt werden. Demzufolge fehlt dem Modell die differenzierte Betrachtung des Sprechaktes, welche beispielsweise dazu führt, dass eine Information als Witz oder Ironie erkannt wird. Fraglich ist weiterhin die Unterstellung der Gleichwertigkeit der Kanäle, was bedeutet, dass ein Face-to-Face-Gespräch gleichermaßen wie ein maschinell übertragener Prozess erfasst wird und die Gleichsetzung einer störungsfreien mit einer gelungenen Kommunikation.

## Varianten
In der Kommunikationspsychologie und in der Gruppendynamik wird das ursprünglich technisch orientierte Modell variiert. So griff beispielsweise der Soziologe Stuart Hall in den 80er Jahren das Sender-Empfänger-Modell auf und thematisierte insbesondere die psychosoziale Komponente.
Eine Variante des Modells (u. a. von Erving Goffman) sieht vor, dass der Sender auch immer gleichzeitig Empfänger von Botschaften ist und der Empfänger gleichzeitig Sender.
Das Vier-Seiten-Modell von Friedemann Schulz von Thun baute weiterhin das Shannon-Weaver-Modell dahingehend aus, dass Nachrichten sowohl vom Sender als auch vom Empfänger nach den vier Seiten Sachinhalt, Selbstoffenbarung, Beziehung und Appell interpretiert werden können.
Bereits in den 70er Jahren erweiterte Graumann das ursprüngliche Modell um eine achte Komponente, die Rückmeldung. Dieses Modell beschränkt sich auf einen Kommunikationsbegriff, der den Austausch von Informationen als objektiv messbar ansieht, so dass Störungen auf einen fehlerhaften Kommunikationskanal oder Fehler beim Ko- und Dekodieren zurückgeführt werden.

## Anwendungen
Das Sender-Empfänger-Modell findet immer dort Einzug, wo Kommunikation eine besondere Bedeutung besitzt. Dies ist beispielsweise der Fall bei Geisteswissenschaften, der Arbeits- und Organisationspsychologie, der Psychologie und Pädagogik oder auch ganz konkret in der Pflege der ärztlichen Kommunikation und sogar im Bauwesen.